# Ashes to Ashes (Faith No More)
Ashes to Ashes är en låt av Faith No More. Låten, som återfinns på gruppens sjätte studioalbum Album of the Year, släpptes som singel den 19 maj 1997. "Ashes to Ashes" nådde första plats på UK Rock & Metal Singles Chart.
"Ashes to Ashes" är skriven av Jon Hudson, Mike Patton, Mike Bordin, Billy Gould och Roddy Bottum.

## Låtförteckning
1. Ashes to Ashes (Radio Edit)
2. Ashes to Ashes (DJ Icey & Maestro Mix)

"Ashes to Ashes" har mixats i ytterligare versioner, varav några är:
1. Ashes to Ashes (Hardknox Horned Hand Mix)
2. Ashes to Ashes (Automatic 5 Dub)
3. Ashes to Ashes (Dillinja Mix)
4. Ashes to Ashes (Hardknox Alternative Mix)

## Musiker
- Mike Patton – sång
- Mike Bordin – trummor
- Roddy Bottum – keyboard
- Billy Gould – bas
- Jon Hudson – gitarr